# Shitan (Miaoli)
Shitan (chinesisch 獅潭鄉, Pinyin Shītán Xiāng, Tongyong Pinyin Shihtán Siang) ist eine Landgemeinde (鄉,  Xiāng) im Landkreis Miaoli in der Republik China (Taiwan).

## Lage
Shitan liegt zentral im Landkreis Miaoli. Der Bezirk hat eine langgestreckte, angenähert rechteckige Form mit den Abmessungen 18 × 4 km, wobei die lange Achse des Rechtecks nach Nordnordosten zeigt. Etwa vier Fünftel des Bezirks bestehen aus Berg- und Hügelland, das Höhen von 300 bis 1000 Metern erreicht. Entlang der Längsachse Shitans liegt ein Tal, das zu beiden Seiten im Osten und Westen von Bergen gesäumt ist. Im Osten, an der Grenze zur Nachbargemeinde Tai’an ist dies der Bagualishan (八卦力山), oder das Baguali-Gebirge, das Höhen von 900 bis 1000 Metern erreicht. Im Westen erreichen die Berge Höhen von etwa 500 bis 600 Metern. Die Südgrenze Shitans wird vom Wenshui-Fluss (汶水溪,  Wènshuǐ xī) gebildet. Die angrenzenden Gemeinden sind Tai’an im Südosten, Nanzhuang im Osten, Sanwan im Norden, Touwu im Nordwesten, Gongguan im Südwesten und Dahu im Süden. In Shitan herrscht ein subtropisches Seeklima, mit nordöstlichen Winden im Winter und südwestlichen Winden im Sommer. Die jährliche durchschnittliche Niederschlagsmenge liegt bei 2200 mm.

## Geschichte
Zum Ursprung des Ortsnamens (獅潭,  Shītán – „Löwentränke“) gibt es die Vermutung, dass dieser sich von der Form eines Bergrückens an der Grenze der Dörfer Yongxing und Baishou, der aus der Ferne gesehen an einen Löwen (chinesisch 獅, Pinyin Shī) erinnert, der seinen Kopf in einen dort gelegenen Teich neigt, ableitet. Die ursprünglichen Bewohner der Gegend waren Angehörige austronesischer Ethnien. Ab der Herrschaftszeit Tongzhis (1851–1875) setzte eine höhergradige Einwanderung von Han-Chinesen (vorwiegend Hakka) ein. Zur Zeit der japanischen Herrschaft über Taiwan (1895–1945) wurde Shitan 1920 als Dorf (庄, japan. Shō, Pinyin Zhuāng) in der Präfektur Shinchiku organisiert. Nach der Übernahme Taiwans durch die Republik China 1945 wurden die japanischen Verwaltungseinheiten beibehalten und umbenannt und Shitan wurde eine Landgemeinde (鄉,  Xiāng), anfänglich im Landkreis Hsinchu und ab 1950 im neu gebildeten Landkreis Miaoli.

## Bevölkerung
Die Mehrheit der Bewohner (etwa 90 %) gehört der Hakka-Volksgruppe an. Angehörige indigener Völker machen einen Anteil von etwa 3,7 % aus (Ende 2019 156 Personen), gehörten überwiegend der Ethnie der Saisiyat an und wohnen mehrheitlich (ca. 3/4) im Dorf Baishou. Shitan zählt zu den Regionen der indigenen Völker Taiwans, in denen diese eine besondere Förderung erfahren sollen.
| Gliederung Shitans |
|                    |

## Verwaltungsgliederung

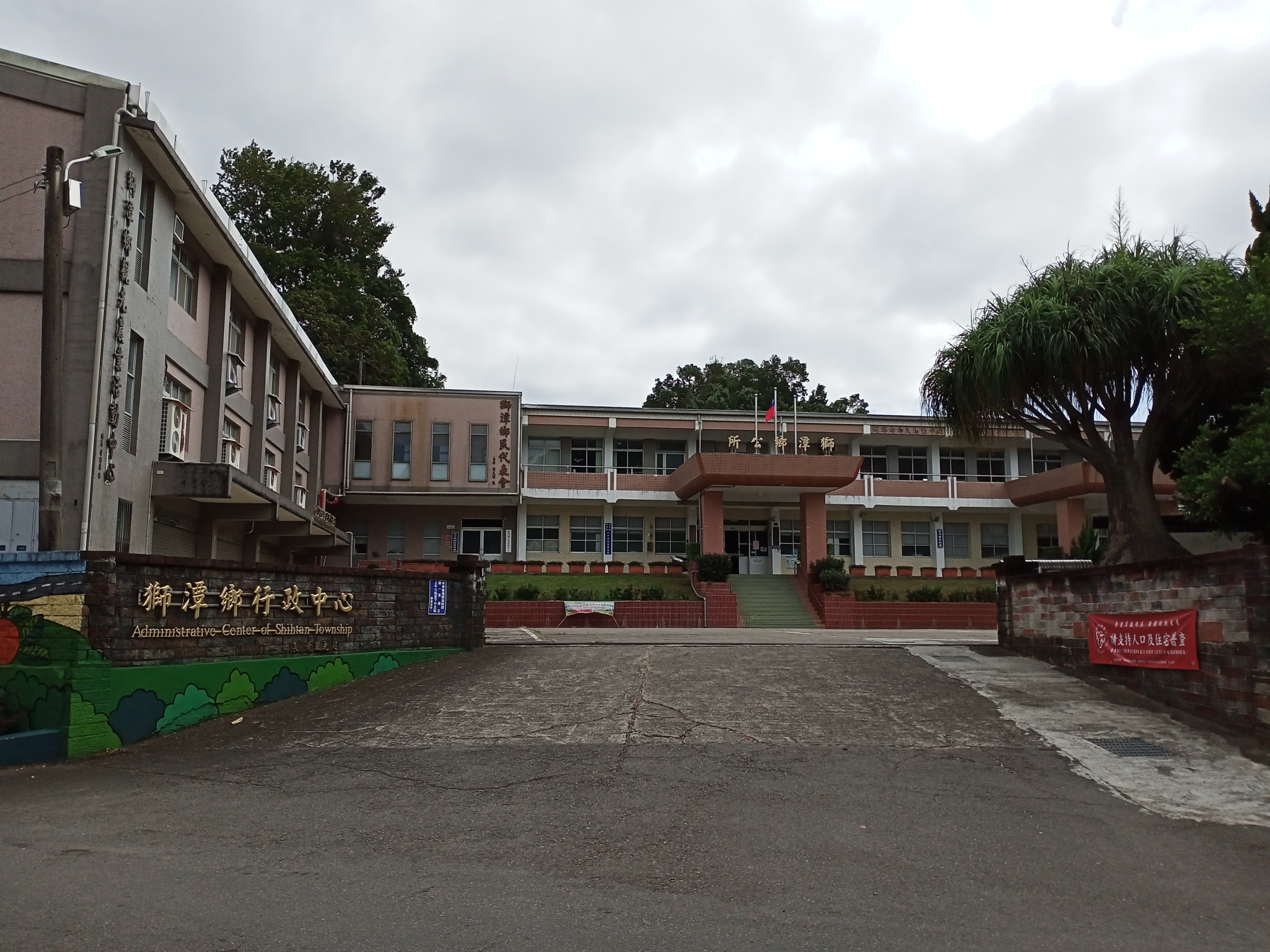
Gemeindebüro

Shitan ist in 7 Dörfer (村,  Cūn) untergliedert. Das Verwaltungszentrum befindet sich im Dorf Xindian.
1 Baishou (百壽村)

2 Yongxing (永興村)

3 Xindian (新店村)

4 Hexing (和興村)

5 Fenglin (豐林村)

6 Xinfeng (新豐村)

7 Zhumu (竹木村)

## Wirtschaft

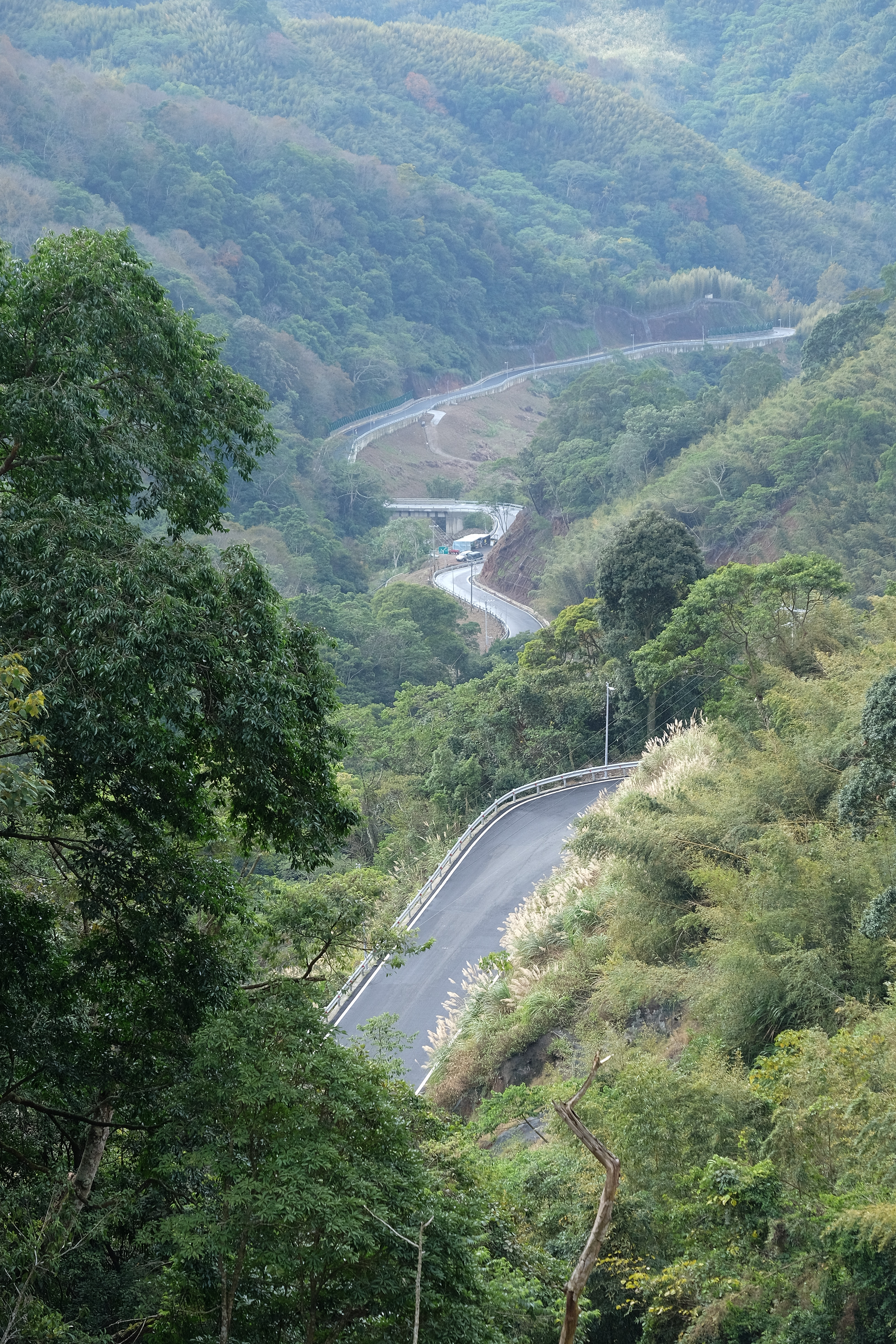
Straße in den Bergen von Shitan

Shitan ist landwirtschaftlich geprägt. Während früher ganz überwiegend Reis angebaut wurde, wird die Landwirtschaft in neuerer Zeit mehr auf Spezialprodukte umgestellt. Dies sind Pfirsiche, Erdbeeren, Zitrusfrüchte (Tankan, Ponkan, Mandarinen), Tee, Pflaumen, Kakis, Platostoma palustre und Bambussprossen, sowie die Seidenraupenzucht.

## Verkehr
Größte Straße ist die Provinzstraße 3, die entlang der Längsachse Shitans von Südwesten nach Nordosten führt. An der Südgrenze zweigt die Provinzstraße ab, die entlang des Wenshui-Flusses nach Westen führt. Etwa in der Mitte Shitans zweigt die Kreisstraße 124 nach Osten ab und im Norden die Kreisstraße 126 nach Westen.

## Besonderheiten, Tourismus
Shitan bietet sich vor allem für den Naturtourismus an. An verschiedenen Orten kann die Kirschblüte erlebt werden. Überregional bekannt ist der in schöner Berglandschaft gelegene taoistische Xianshan-Lingdong-Tempel (仙山靈洞宮, ).